# Handoplegging

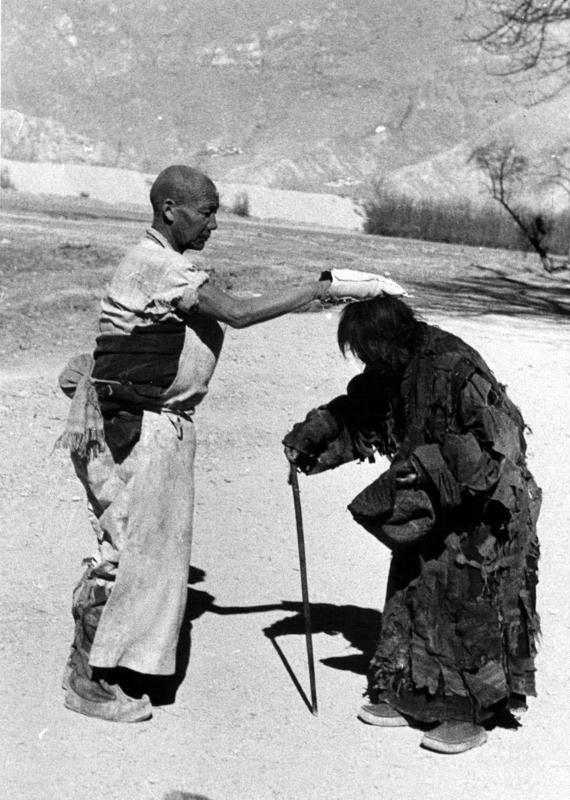
Tibetaanse pelgrim ontvangt een handoplegging (1938)

Handoplegging is een rituele handeling die in veel religies voorkomt, onder andere in het judaïsme (in het Hebreeuws סמיכה, semikhah), bij de Navajo in Noord-Amerika en in het Europese christendom. Het doel kan variëren van wijding of het overdragen van autoriteit, tot het geven van een (goddelijke) zegen of het doen van een een wonderbaarlijke genezing (fysiek of mentaal). Handopleggingen vinden ook plaats in niet-religieuze contexten.

## Oudheid
Het toepassen van handoplegging als paranormale of alternatieve geneeswijze gaat ver terug in de tijd. In het oude Egypte werd het beoefend, volgens de zogenaamde papyrus-Ebers uit ca. 1552 v.Chr. In oude tijden was deze methode van genezen heel gewoon en elke stam of groep had zijn eigen priester, priesteres of sjamaan, die zich met deze geneeswijze bezighield. De eerste artsen waren dan ook priesters, medicijnmannen en sjamanen. West-Europa kwam ermee in aanraking door de eigen Germaanse en Keltische tradities en later via het christendom.

## Jodendom

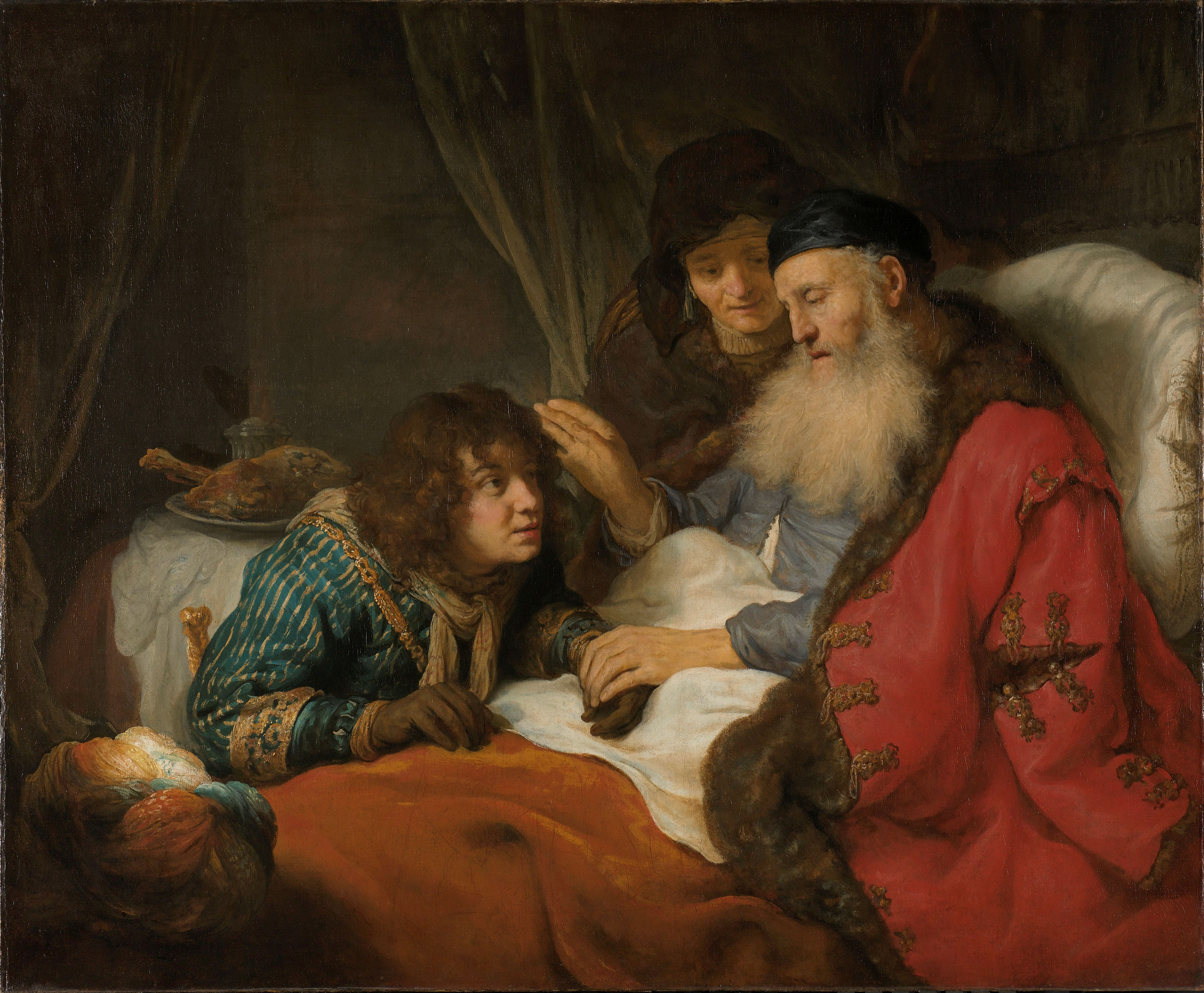
Isaak geeft Jakob zijn zegen door Govert Flinck

De Hebreeuwse Bijbel gebruikt twee verschillende uitdrukkingen voor handoplegging: het eenvoudig leggen van de handen op iemand en het drukken van de handen op iemand. In de Septuagint (de Griekse vertaling) worden beide met hetzelfde woord vertaald, dus alleen in de Hebreeuwse brontekst is het onderscheid duidelijk.
Het eenvoudig leggen van de handen op iemand is een gebaar waardoor die persoon aangewezen wordt. Het wordt gebruikt bij het bidden voor een mens en het zegenen van een mens. Zo legde aartsvader Jakob zijn handen op de zonen van Jozef om hen te zegenen (Genesis 48:14,18).
Het drukken van de handen op iemand wordt gebruikt om zowel iemand aan te wijzen als ook de overdracht van iets op die persoon te benadrukken. Ook op een offerdier moesten de handen worden gedrukt (Exodus 29:10,15,19; Leviticus 1:4; 3:2,8,13). Uit de Hebreeuwse tekst kan worden opgemaakt dat hier het opleggen van één hand ook mogelijk is. Een man of vrouw die in het openbaar vloekte, kreeg de handen van anderen op zijn hoofd gedrukt. Zo werd de schuld van de ongewild aangehoorde vervloeking symbolisch overgedragen aan de vloeker (Leviticus 24:14).
In rechtszaken moesten de getuigen hun hand op het hoofd van de verdachte leggen tijdens het uitspreken van een belastende getuigenis. Levieten werden met handdruk op het hoofd symbolisch tot "eerstgeboren zoon" gemaakt, toen de priesterlijke taken van de oudste zonen van andere stammen op hen overgingen (Numeri 8:10).
Mozes drukte zijn handen op Jozua toen hij deze aanstelde als zijn opvolger (Numeri 27:18-23).
Bij de zalving, installatie of bevestiging in de drie grote ambten in de Hebreeuwse Bijbel, de positie van koning, hogepriester en profeet, werd niet gebruikgemaakt van handoplegging. In plaats daarvan werd ieder van deze ambtsdragers gezalfd.

## Christendom
In het christendom is handoplegging door een geestelijke een op het Nieuwe Testament terug te voeren wijze om een veronderstelde werking van de Heilige Geest te bewerkstelligen.

### Jezus
De handoplegging in de christelijke kerken gaat terug op de overleveringen over Jezus van Nazareth.
Marcus beschrijft een handoplegging met de woorden: ”Hij nam de kinderen in zijn armen en zegende hen door hun de handen op te leggen" (Marcus 10:16). Marcus stelt ook dat Jezus zieken door handoplegging genas, Jezus zou hebben gezegd dat anderen die tot geloof zijn gekomen, hetzelfde zullen doen: ”ze zullen zieken weer gezond maken door hun de handen op te leggen" (Marcus 16:18). Handoplegging bij ziekte komt in de rituelen van het Jodendom niet voor. Het is dus, wanneer we de evangelisten mogen geloven, een innovatie van Jezus geweest.

### Vroege christendom
Hoewel er geen aanwijzingen zijn dat Jezus de apostelen ordineerde door handoplegging, wijst Handelingen van de apostelen uit dat dit de vroegste functie van handoplegging was in het vroege christendom. Zo werden de zeven leerlingen die de apostelen zouden ontlasten van de taken rondom de gemeenschappelijke maaltijden, tot hun taak gewijd door handoplegging (Handelingen 6:6).
Toen er vragen rezen of het evangelie wel aan de Samaritanen mocht worden gebracht, werd dit duidelijk na handoplegging: ”Na het gebed legden Petrus en Johannes hun de handen op, en zo ontvingen ze de Heilige Geest" (Handelingen 8:17). Toen Simon Magus dit zag, bood hij Petrus en Johannes geld om hem die macht te geven. Petrus wees dit in de strengste bewoordingen af (Handelingen 8:14-24).
Barnabas en Paulus werden door handoplegging aan hun taak toegewijd, waarschijnlijk door de oudsten van de kerk in Antiochië (Handelingen 13:2-4). Paulus op zijn beurt kon ook de Heilige Geest op leerlingen laten neerdalen door handoplegging, zoals in het geval van de leerlingen van Johannes de Doper in Efeze (Handelingen 19:1-7).
Hebreeën 6:2 spreekt over "de leer over het dopen en de handoplegging". In combinatie met Handelingen 8:14-17 en 19:6 wordt meestal aangenomen dat het gebruik was om in aansluiting op de doop handoplegging te doen. In de pastorale brieven wordt geschreven dat Timoteüs Gods gave kreeg nadat hem de handen waren opgelegd (1 Timoteüs 4:14; 2 Timoteüs 1:6) en wordt vermaand niet te haastig handen op te leggen (1 Timoteüs 5:22). In het laatste geval is het niet duidelijk of het gaat om handoplegging na de doop of in het kader van het weer toelaten tot de gemeenschapsmaaltijden nadat de zondaar boete had gedaan.
In het verdere vroege christendom bestonden diverse rituelen waarin handoplegging plaatsvond, zoals bij doop, bij geloofsbelijdenis, bij het sluiten van een huwelijk, bij het uitspreken van de vergeving van zonden na belijdenis van zonden en bij het uitdrijven van demonen en boze geesten.

### Katholieke kerk
Het gebaar van de handoplegging werd door de Rooms-Katholieke Kerk overgenomen en toegepast bij diverse sacramenten. Het wordt bij uitstek toegepast bij passage-rituelen, waarbij een overdracht van de Heilige Geest plaatsvindt, zoals de doop, het vormsel, de wijding tot diaken, priester of bisschop en bij bekering.
Onderdeel van de wijding tot diaken en priester is de "zalving der handen" waarmee de inwijdeling het vermogen krijgt door handoplegging de werking van de Heilige Geest over te brengen. Een priester legt tijdens het sacrament van de ziekenzalving de zieke in stilte de handen op het hoofd. De handoplegging bij het katholieke sacrament van het vormsel heeft een vroeg-christelijke oorsprong in de leer over de handoplegging bij pasgedoopten.
In de middeleeuwen ontstond een traditie die voorschreef om bezetenen, men zou nu meestal van krankzinnigen spreken, de handen op te leggen. Gelovige zieken daarentegen werden gezalfd. Het in de regeringsperiode van paus Innocentius I ingevoerde sacrament van de ziekenzalving werd dus in principe gereserveerd voor die gelovigen die bij hun verstand waren, anderen konden de handoplegging ontvangen. Dat gebruik is terug te voeren op de notie dat de krankzinnige bezeten is door demonen. Iets dergelijks werd in de Nieuwe tijd ook verondersteld het geval te zijn bij heidenen (niet-christelijke volkeren) in de Nieuwe wereld.

### Katharen
Bij de Katharen (12e en 13e eeuw) ontving een chrétien, na een noviciaat, het consolamentum. Dit was het enige sacrament voor de Katharen. Het was een vorm van inwijding in de Heilige Geest en gebeurde door handoplegging. Hierdoor werd de goddelijke geest in de mens in contact gebracht met de Heilige Geest, waardoor de mens in staat werd zijn goddelijke oorsprong te ervaren. Na het consolamentum moest hij leven volgens een strikte regel. Deze regel was ascetisch van aard: verbod om dierlijk voedsel te eten en het gebod om een evangelische moraal te beoefenen: verbod om te vloeken, te liegen en te doden. Het consolamentum kon pas ontvangen worden op volwassen leeftijd; de Katharen meenden dat dit bewust moest gebeuren, in alle vrijwilligheid. Voor degenen die aldus waren gereinigd, zou de dood een verlossing van de materie teweegbrengen.

### Protestantisme
De Reformatoren in de eerste jaren van de 16e eeuw toonden grote aarzelingen bij de handoplegging vanwege het door hen opgemerkte misbruik van dit ritueel in de Rooms-Katholieke Kerk. Calvijn meent dat de kracht in de handoplegging slechts in de begintijd van de kerk aanwezig was, in de tijd van de apostelen.
Maarten Luther leert zijn volgelingen daarentegen dat zij handen mogen opleggen. In 1545 schreef hij aan Schulze, predikant in Belgern, hoe te handelen met een ernstig zieke.
In het gereformeerd protestantisme wordt een dominee in zijn ambt bevestigd door handoplegging. Deze handoplegging wordt verricht door een of meer al eerder in het ambt bevestigde predikanten.
In eerste instantie werd in de geloofsbelijdenis de bevestiging van alle ambtsdragers opgenomen. In de huidige kerkorde komt deze handoplegging ter bevestiging van een ambt niet, of minder vaak, voor.

### Evangelische kerken
In de pinkstergemeenten worden handopleggingen geregeld toegepast, met name door Amerikaanse evangelisten. Deze voorgangers hebben van het opleggen van handen een nieuw ritueel gemaakt. De gelovige wordt met de handen op het voorhoofd aangeraakt, veelal met de woorden "in naam van Jezus". Het is niet ongewoon om de aangeraakte gelovige daarop achterover te zien vallen en op de vloer te zien liggen. Dit wordt gezien als een plots binnentreden van de Heilige Geest en is een vorm van exorcisme (duiveluitdrijving).

## Niet-religieuze handoplegging
Ook buiten kerkelijk verband vond en vindt handoplegging plaats, zoals door koningen en door goeroes.
Van oudsher hebben vorsten goddelijke krachten toegewezen gekregen. Door handoplegging zouden zij onderdanen kunnen genezen en dit diende als bewijs voor hun van God gegeven koningsschap. In sommige rijken bleef het gebruik tot in de 19e eeuw bestaan. Veel monarchen hielden dit graag in stand. Andere heersers, zoals bijvoorbeeld Stadhouder-koning Willem III, deden het af als 'paaps bijgeloof'.
Een paranormaal 'genezer' zoals een magnetiseur kan soms als handoplegger optreden. Dan is geen sprake van 'Heilige Geest' maar van een veronderstelde overdracht van energie of het beïnvloeden van een zogenaamd aura. Ook reiki is een vorm van handoplegging, die veel overeenkomst vertoont met het werk van de magnetiseur. Zie ook manuele therapie.